# Дрожжановский район
Дрожжано́вский райо́н (тат. Чүпрәле районы, чув. Çĕпрел районĕ) — административно-территориальная единица и муниципальное образование (муниципальный район) в составе Республики Татарстан Российской Федерации. Расположен в юго-западной части Татарстана. Административный центр — село Старое Дрожжаное.
Дрожжановский район является аграрным, валовая внутренняя продукция в сельскохозяйственном секторе в 2020 году составила 0,5 млн рублей. С 2014-го в районе функционирует индустриальный парк «Дрожжаное», рассчитанный на 21 резидента.

## География
Дрожжановский район находится в юго-западной части Татарстана, общая площадь составляет 1029,5 км². Районный центр, село Старое Дрожжаное, расположен в 200 км к юго-западу от Казани. Дрожжановский граничит с Буинским районом Татарстана и ещё двумя регионами — Чувашской Республикой (Шемуршинский район) на севере и Ульяновской областью (Сурский, Майнский и Цильнинский районы) на юге. Территория представляет собой возвышенную равнину с абсолютными высотами 170—220 м, постепенно понижающуюся к северо-востоку. Климат умеренно континентальный. В районе преобладают западные и юго-западные ветры, средняя месячная температура января −11,5ºС, июля — +19,1ºС. В Дрожжановском районе находятся верховья рек Бездна, Большая Якла и Абамза, относящихся к бассейну реки Сура. Самая крупная на территории река Малая Цильна, левый приток реки Цильна, протекает с запада на восток. Длина реки 54 км, в том числе в пределах района 50 км. Кроме них к бассейну реки Свияги относятся Большая Тельца, Бугурна и Тимерсянка.

## Герб и флаг
Герб Дрожжановского района утвердили 26 марта 2006 года. В верхней части герба изображено красное солнце как символ трудолюбия, долголетия и активности. Нижняя часть герба поделена пополам зелёной и жёлтой вертикальными полосами. Они указывают на смешанное население: в районе проживают примерно одинаковые части татар и чувашей. Национальное разнообразие жителей символизирует и рушник с национальными узорами. На полотенце находится каравай с солонкой как символ основного занятия района — аграрное производство. Дрожжановский район обеспечивает Республику Татарстан зерном, бобовыми культурами, сахарной свёклой, мясом и молоком. В целом композиция, изображённая на гербе, символизирует радушие и гостеприимство местных жителей. Флаг представляет собой прямоугольное полотнище, разделённое по горизонтали на две равные по ширине полосы — верхнюю белую, с красным полукругом вплотную к границе полос, и нижнюю, разделённую по вертикали на две равные части — зелёную и жёлтую. В остальном символика полностью повторяет герб.

## История

### Этимология
Татарское название района звучит как Чүпрәле, чувашское название Çĕпрель что в переводе означает «дрожжи, дрожжевое», поэтому название района — дословно переводится как Дрожжаное. Село Старое Дрожжаное стоит на болотистом грунте, когда первые жители попробовали воду, она отдавала дрожжами — отсюда и произошло название.

### Предыстория
В более древние времена на территории района были дремучие леса, большие озёра, топкие болота, где обитали животные и птицы того времени, в том числе и громадные мамонты, о чём свидетельствуют археологические раскопки. Освоение современной территории Дрожжановского района началось ещё при существовании Волжской Булгарии. В середине XVII века появились поселения служилых татар, в частности было основано село Убей. О происхождении названия существует две версии, согласно первой, оно происходит от чувашского слова «Уба» — «Медведь», по второй — от мужского чувашского имени «Упи». Служилые татары занимались строительством укреплений на границе государства.
Территория района до 1920 года относилась к Буинскому уезду Симбирской губернии, а после — к Буинскому кантону ТАССР. В 1930 году после упразднения кантона образовали Дрожжановский район, но его границы несколько раз менялись. В 1935-м несколько сельсоветов передали Будённовскому району, и в 1940-е площадь Дрожжановского района составляла всего 824 км². 12 октября 1959 года в состав района вошла часть территории упразднённого Цильнинского. В 1963-м Дрожжановский район вовсе упразднили, передав земли Буинскому, но уже через три года восстановили. Современные границы Дрожжановского района существуют с 1966 года.

### Современность
В 1998 году Дрожжановский район возглавил Джевдет Гафуров, в 2006-м году против него возбудили уголовное дело по факту нецелевого использования бюджетных средств, что привело к его отставке. В 2007 году главой стал Тимур Нагуманов, который ранее являлся руководителем исполнительного комитета района. В июле 2011 года в Дрожжановском районе было отпраздновано 1000-летие села Татарская Бездна, одного из старейших поселений Татарстана. В 2013-м он перешёл на другую должность, а пост главы района занял Александр Шадриков. В 2018 году он получил должность министра экологии и природных ресурсов Татарстана. С того времени главой Дрожжановского района является кандидат экономических наук Марат Гафаров.

## Население

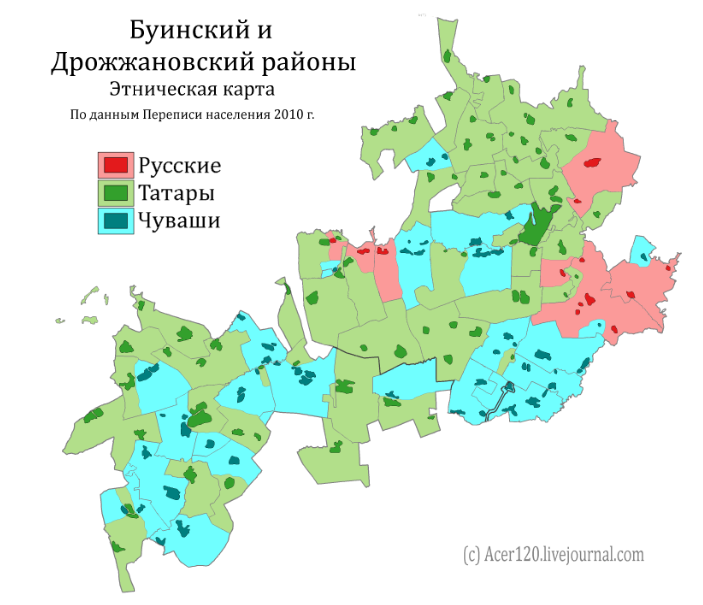
Этническая карта Буинского и Дрожжановского районов

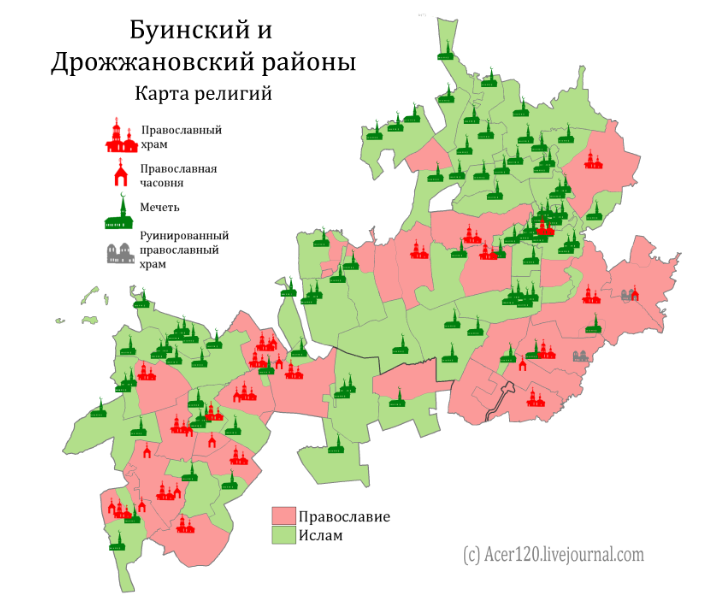
Религиозная карта Буинского и Дрожжановского районов

Согласно итогам Всероссийской переписи населения 2020 года (из числа указавших национальность), татары составляют 55,9 % населения района, чуваши — 42 %, русские — 1,7 %.
| 2002    | 2003    | 2004    | 2005    | 2006    | 2007    | 2008    |
| ------- | ------- | ------- | ------- | ------- | ------- | ------- |
| 27 800  | ↘26 000 | ↗27 500 | ↘27 105 | ↘26 949 | ↘26 747 | ↘26 561 |
| 2009    | 2010    | 2011    | 2012    | 2013    | 2014    | 2015    |
| →26 561 | ↘25 753 | ↘25 667 | ↘25 179 | ↘24 686 | ↘24 172 | ↘23 694 |
| 2016    | 2017    | 2018    | 2019    | 2021    |         |         |
| ↘23 148 | ↘22 813 | ↘22 280 | ↘21 836 | ↘20 994 |         |         |

## Муниципально-территориальное устройство
В Дрожжановском районе 52 населённых пункта в составе 19 сельских поселений.
| №  | Сельские поселения                        | Административный центр            | Количество населённых пунктов | Население | Площадь, км² |
| -- | ----------------------------------------- | --------------------------------- | ----------------------------- | --------- | ------------ |
| 1  | Алешкин-Саплыкское сельское поселение     | деревня Татарский Саплык          | 6                             | ↘1157     |              |
| 2  | Большеаксинское сельское поселение        | село Большая Акса                 | 2                             | ↘1212     |              |
| 3  | Большецильнинское сельское поселение      | село Большая Цильна               | 1                             | ↘795      |              |
| 4  | Городищенское сельское поселение          | село Городище                     | 2                             | ↘727      |              |
| 5  | Звездинское сельское поселение            | село Хорновар-Шигали              | 5                             | ↘872      |              |
| 6  | Малоцильнинское сельское поселение        | село Малая Цильна                 | 1                             | ↘1352     |              |
| 7  | Марсовское сельское поселение             | село Нижний Каракитан             | 3                             | ↘1334     |              |
| 8  | Матакское сельское поселение              | село Матаки                       | 3                             | ↘998      |              |
| 9  | Нижнечекурское сельское поселение         | село Нижнее Чекурское             | 5                             | ↘1011     |              |
| 10 | Новобурундуковское сельское поселение     | железнодорожная станция Бурундуки | 1                             | ↘429      |              |
| 11 | Новоильмовское сельское поселение         | село Новое Ильмово                | 2                             | ↘1017     |              |
| 12 | Новоишлинское сельское поселение          | село Новые Ишли                   | 3                             | ↘863      |              |
| 13 | Село-Убейское сельское поселение          | село Убей                         | 5                             | ↘1447     |              |
| 14 | Стародрожжановское сельское поселение     | село Старое Дрожжаное             | 3                             | ↗4458     |              |
| 15 | Старокакерлинское сельское поселение      | село Старые Какерли               | 2                             | ↘1162     |              |
| 16 | Старочукалинское сельское поселение       | село Старые Чукалы                | 1                             | ↘595      |              |
| 17 | Старошаймурзинское сельское поселение     | село Старое Шаймурзино            | 3                             | ↘1257     |              |
| 18 | Чувашско-Дрожжановское сельское поселение | село Чувашское Дрожжаное          | 3                             | ↘1076     |              |
| 19 | Шланговское сельское поселение            | село Шланга                       | 1                             | ↘666      |              |

## Населённые пункты
| №  | Населённый пункт      | Тип                     | Население | Муниципальное образование                 |
| -- | --------------------- | ----------------------- | --------- | ----------------------------------------- |
| 1  | Алешкин-Саплык        | село                    | 536       | Алешкин-Саплыкское сельское поселение     |
| 2  | Большая Акса          | село                    | 929       | Большеаксинское сельское поселение        |
| 3  | Большая Цильна        | село                    | ↘786      | Большецильнинское сельское поселение      |
| 4  | Бурундуки             | железнодорожная станция | ↘437      | Новобурундуковское сельское поселение     |
| 5  | Верхнее Чекурское     | село                    | 305       | Нижнечекурское сельское поселение         |
| 6  | Верхний Каракитан     | село                    | 476       | Марсовское сельское поселение             |
| 7  | Городище              | село                    | 870       | Городищенское сельское поселение          |
| 8  | Коршанга-Шигали       | деревня                 | 198       | Звездинское сельское поселение            |
| 9  | Кушкувак              | деревня                 | 0         | Чувашско-Дрожжановское сельское поселение |
| 10 | Малая Акса            | село                    | ↘241      | Нижнечекурское сельское поселение         |
| 11 | Малая Цильна          | село                    | ↘1216     | Малоцильнинское сельское поселение        |
| 12 | Малое Шаймурзино      | деревня                 | ↘22       | Старошаймурзинское сельское поселение     |
| 13 | Малый Убей            | село                    | 417       | Село-Убейское сельское поселение          |
| 14 | Матаки                | село                    | 692       | Матакское сельское поселение              |
| 15 | Мочалей               | село                    | 445       | Матакское сельское поселение              |
| 16 | Нижнее Чекурское      | село                    | 107       | Нижнечекурское сельское поселение         |
| 17 | Нижнеподлесные Шигали | деревня                 | 236       | Звездинское сельское поселение            |
| 18 | Нижний Каракитан      | село                    | ↘441      | Марсовское сельское поселение             |
| 19 | Новая Задоровка       | деревня                 | 73        | Алешкин-Саплыкское сельское поселение     |
| 20 | Новое Дрожжаное       | село                    | 1053      | Стародрожжановское сельское поселение     |
| 21 | Новое Дуваново        | деревня                 | 96        | Алешкин-Саплыкское сельское поселение     |
| 22 | Новое Ильмово         | село                    | 788       | Новоильмовское сельское поселение         |
| 23 | Новое Чекурское       | село                    | 147       | Городищенское сельское поселение          |
| 24 | Новые Ишли            | село                    | 313       | Новоишлинское сельское поселение          |
| 25 | Новые Какерли         | село                    | 489       | Новоишлинское сельское поселение          |
| 26 | Новые Чукалы          | село                    | 422       | Новоильмовское сельское поселение         |
| 27 | Новые Шигали          | деревня                 | 297       | Звездинское сельское поселение            |
| 28 | Новый Убей            | село                    | 714       | Село-Убейское сельское поселение          |
| 29 | Старая Задоровка      | село                    | 115       | Алешкин-Саплыкское сельское поселение     |
| 30 | Старое Дрожжаное      | село                    | ↘3113     | Стародрожжановское сельское поселение     |
| 31 | Старое Дуваново       | деревня                 | 265       | Алешкин-Саплыкское сельское поселение     |
| 32 | Старое Ильмово        | село                    | 442       | Стародрожжановское сельское поселение     |
| 33 | Старое Чекурское      | село                    | 291       | Нижнечекурское сельское поселение         |
| 34 | Старое Шаймурзино     | село                    | ↘880      | Старошаймурзинское сельское поселение     |
| 35 | Старые Ишли           | село                    | 331       | Новоишлинское сельское поселение          |
| 36 | Старые Какерли        | село                    | 1239      | Старокакерлинское сельское поселение      |
| 37 | Старые Чукалы         | село                    | ↗620      | Старочукалинское сельское поселение       |
| 38 | Старый Убей           | село                    | 118       | Село-Убейское сельское поселение          |
| 39 | Татарская Бездна      | село                    | 494       | Марсовское сельское поселение             |
| 40 | Татарские Тюки        | деревня                 | 253       | Старокакерлинское сельское поселение      |
| 41 | Татарские Шатрашаны   | село                    | 392       | Нижнечекурское сельское поселение         |
| 42 | Татарский Саплык      | деревня                 | 355       | Алешкин-Саплыкское сельское поселение     |
| 43 | Татарский Убей        | село                    | 70        | Село-Убейское сельское поселение          |
| 44 | Убей                  | село                    | 417       | Село-Убейское сельское поселение          |
| 45 | Хайбулдино            | деревня                 | 168       | Чувашско-Дрожжановское сельское поселение |
| 46 | Хорновар-Шигали       | село                    | 204       | Звездинское сельское поселение            |
| 47 | Чепкас-Ильметьево     | село                    | 331       | Звездинское сельское поселение            |
| 48 | Чувашская Бездна      | село                    | 493       | Большеаксинское сельское поселение        |
| 49 | Чувашские Ишли        | село                    | 285       | Матакское сельское поселение              |
| 50 | Чувашское Дрожжаное   | село                    | 1142      | Чувашско-Дрожжановское сельское поселение |
| 51 | Чувашское Шаймурзино  | село                    | 275       | Старошаймурзинское сельское поселение     |
| 52 | Шланга                | село                    | ↘691      | Шланговское сельское поселение            |

## Экономика

### Промышленность
По итогам 2019 года валовый территориальный продукт составил порядка 7 млрд рублей, а объём отгруженных товаров собственного производства — 3,3 млрд. Среднемесячная зарплата 2019-го чуть менее 24,5 тыс. рублей, что выше предыдущего года на 109 %. В первом полугодии 2020-го налоговые и иные районные доходы на душу населения Дрожжановского района составили 6000 рублей — 146 млн рублей, инвестиции в основной капитал без участия бюджетных средств составили 465 млн рублей.
Ещё будучи премьер-министром Татарстана, Рустам Минниханов говорил о том, что Дрожжановскому району следует развиваться динамичнее, искать новые возможности для создания рабочих мест и привлекать инвесторов: в районе находятся залежи глины и известняка, из которых можно делать цемент. В конце 2015 году муниципальный Совет Дрожжановского района разработал проект закона «Об особых экономических зонах регионального уровня» и передал его в Госсовет Татарстана. Согласно тексту проекта, на территориях муниципалитетов республики могут располагаться ОЭЗ четырёх типов и инициировать их создание могут местные власти. В числе льгот для резидентов: понижение ставки по налогу на прибыль, зачисляемому в республиканский бюджет, льготы по налогу на имущество, транспортному налогу, субсидирование процентной ставки по кредитам на инвестпроекты, субсидии на благоустройство территорий предприятий-резидентов и на возмещение части затрат на приобретение машин и оборудования. В марте 2015 года представители Дрожжановского района подписали соглашение с китайскими инвесторами о строительстве цементного завода. Предполагаемый объём инвестиций составлял 9 млрд рублей. Одним из условий сотрудничества стало обеспечение работой местных жителей — так планировалось трудоустроить порядка 200 человек.
С 2013-го в районе работает компания «Цеолиты Поволжья», разрабатывая Татарско-Шатрашанское месторождение цеолитсодержащих пород и выпускают продукт под торговой маркой Zeol, которую поставляют в Казахстан, Беларусь, Бахрейн, Саудовскую Аравию. Мощность производства — до 120 тысяч тонн в год, чуть больше 100 сотрудников. На вторую очередь завода потрачено порядка 50 млн рублей, а количество сотрудников увеличится вдвое.

### Сельское хозяйство
В Дрожжановском районе возделывают яровую и озимую пшеницу, рожь, ячмень, овёс, просо, гречиху, горох, сахарную свёклу и картофель. Главные отрасли животноводства — мясо-молочное скотоводство, свиноводство и овцеводство. На 2016 год в районе зарегистрированы 94 фермерских и 8260 личных хозяйств, которые производят 35 % от общего объёма молока в районе и 41 % объёма мяса. Малые формы хозяйствований производят около половины валовой с/х-продукции района. Согласно районным планам, в 2021-м прибыль от с/х-сектора должна составить 316 млн рублей преимущественно за счёт производства зерна и высокомаржинальных культур (сахарная свёкла, подсолнух) и увеличения поголовья дойных коров, за первую половину 2020 года валовая продукция сельского хозяйства составила 431 млн рублей. Так, всего в районе 37 сборщиков молока. До 2013-го на территории района работал молокозавод — один из филиалов компании «Вамин». В настоящий момент производственные помещения используют только для охлаждения молочной продукции. Руководство района готово инвестировать в производство, как только будет решён вопрос с правом собственности.
С 2015 года Дрожжановский район является участником программы по строительству мини-ферм. Так, в 2019 году житель села Большая Цильна получил региональную субсидию 400 тыс. рублей на развитие своей фермы, за год поголовье удалось увеличить вдвое, а выручка от производства составила 1,3 млн рублей.
Лидером по производству молока в районе является предприятие «Цильна», ежедневно они получают по 25 литров от коровы. При этом всего за 2017 год объём производства молока за восемь месяцев составил 17,5 тысяч тонн, то есть каждая корова в районе в среднем произвела почти 4 тысячи кг молока. По итогам работы за 2017 год кроме «Цильны», наградили представителей «Агрофирмы им. П. В. Дементьева» в селе Новый Убей и филиала агрофирмы «Ак Барс Дрожжаное» в селе Шланга.
В 2020 году в Татарстане произошла вспышка птичьего гриппа, затронув птицефермы практически всех районов. Причиной заболевания стал контакт дикой и домашней птицы. Районные фермерские птицы были убиты бескровным методом и сожжены для предотвращения распространения эпидемии.

### Инвестиционный потенциал
В 2012 году в селе Старое Дрожжаное создали промышленную площадку «Промзона-Центральная» площадью 10 га, где резиденты оплачивают транспортную и производственную инфраструктуру. В 2014-м началось строительство индустриального парка «Дрожжаное» на 19 га, призванного улучшить ситуацию с производством в регионе. Для резидентов предусмотрены следующие льготы: сниженный на 4,5 % налог на прибыль, уменьшенный в 22 раза налог на имущество. Первым резидентом парка стала Московская компания «Формпласт», которая занимается производством полимерных изделий, в 2017 году её первые инвестиции составили 16 млн рублей. Проект подразумевает создание 900 рабочих мест на территории промпарка к 2021-му, а всего там должно разместиться около 20 резидентов.
В 2020 году компания «Пектин» представила проект биотехнопарка по переработке сельхозпродукции стоимостью порядка 1,3 млрд рублей и с числом сотрудников 170 человек. Главная задача предприятия — обеспечить пищевую и перерабатывающую промышленность отечественными ингредиентами. Под строительство в районе уже выделен участок площадью 5 га, на конец 2020 года ищутся инвесторы.

### Транспорт
По территории района проходит автодорога А151 Цивильск — Ульяновск.
В населённом пункте Бурундуки (эксклав района, 45 км к востоку от райцентра) находится железнодорожная станция «Бурундуки» на линии «Свияжск — Ульяновск».

## Экология
На территории Дрожжановского района расположено шесть природных памятников, которые имеют статус особо охраняемой территории: луг «Биби-Айша», лесостепь «Кереметь», «Исток реки Цильны», «Чистая поляна», «Овраг Шерелдаук», «Мордовские луга». В особо-охраняемых зонах обитают многочисленные виды животных и растений, в том числе занесённые в Красную книгу Татарстана.
В селе Старые Чукалы на левом берегу реки расположен древний родник. В 2018-м, когда он окончательно зарос камышом, а вода стала непригодна для питья, власти района запросили Президентский грант на его очистку и создание публичного пространства — порядка 0,5 млн рублей, но проект не получил поддержку. В райцентре Старое Дрожжаное расположен ещё один родник «Кадер» («Родник чести»). Его территорию также собирались благоустроить в 2018-м за счёт Президентского гранта порядка 1 млн рублей. Хотя проект не прошёл экспертизу, два года спустя жители самостоятельно обустроили место и посадили рядом деревья.

## Социальная сфера
На 2019 году в Дрожжановской районе работало 24 общеобразовательных и 8 неполных средних школ, где обучалось 4610 человек и работало 753 учителя и воспитателя. Средне специальное образование представляет Профессиональное училище № 90. Из дополнительного образования работает ДЮСШ с 600 учениками по различным видам спорта: хоккей, футбол, лыжи, борьба куреш, бокс, волейбол, баскетбол. В районе действуют 49 Домов культуры, 21 клуб, 32 библиотеки, два музея и музыкальная школа. В 2020 году Дрожжановский район вошёл в десятку районов, занимающихся спортом, который составило издание «Реальное время». Согласно их данным, в районе занимаются спортом 53 % населения, что принесло ему шестое место в топе.
В Дрожжановском районе расположено несколько объектов культурного наследия, в том числе Дом купца Василия Вассиярова, построенный в конце XIX века. В разное время в нём располагались административные помещения, магазины и библиотека, на 2020 год здание пустует.

## Люди, связанные с районом
В районе немало известных уроженцев, среди них основоположник чувашской драматургии Николай Ефремов, народный артист Республики Татарстан Хидият Султанов, поэты и писатели Шараф Мударис, Тал-Морза, Заки Нури.
- Ахметгарей Шакирзянович Абдреев — Герой Социалистического Труда. Родился в 1923 году в селе Старое Шаймурзино[68]
- Усман Алиев — Герой Социалистического Труда. Родился в 1924 году в деревне Большая Цильна[69]
- Зариф Закирович Алимов — Герой Советского Союза. Родился в 1921 году в деревне Нижние Какерли[70]
- Зиатдин Арсланов — полный кавалер Ордена Славы. Родился в 1923 году в деревне Малая Цильна[71]
- Пётр Васильевич Дементьев — дважды Герой социалистического труда, министр авиационной промышленности СССР. Родился в 1907 году в селе Убей[72]
- Лазарь Васильевич Дёргунов — Герой Социалистического Труда. Родился в 1907 году в селе Новый Убей[73]
- Александр Фёдорович Мокшин — Герой Социалистического Труда. Родился в 1927 году в селе Городище Дрожжановского района[74]
- Сайфихан Хабибуллович Нафиев — бывший прокурор и председатель Конституционного суда Татарстана
- Сергей Немасев — Герой Социалистического Труда. Родился в селе Мочалей[75]
- Константин Прокопьевич Прокопьев — этнограф, священнослужитель, педагог. Родился в 1872 году в Новое Ильмово[76]
- Равиль Мифтахович Низамутдинов — Герой Социалистического Труда. Родился в 1929 году в селе Новые Чукалы[77]
- Абдулла Сабирзянович Сабирзянов — Герой Социалистического Труда. Родился в 1900 году в деревне Мочалей[78]
- Семён Артемьевич Уганин — участник Великой Отечественной войны, Герой Советского Союза. Родился в 1924 году в деревне Матаки[79]
- Нуррула Гарифуллович Фазлаев — Герой Советского Союза. Родился в 1909 году в селе Мочалей[80]
- Газинур Гарифзянович Хайруллин — Герой России. Родился в 1961 году в селе Старое Дрожжаное[81]
- Исмагил Хакимов — Герой Советского Союза. Родился в 1916 году в селе Большая Цильна[82]
- Пётр Сергеевич Юхвитов — Герой Советского Союза. Родился в 1918 году в селе Хорновар-Шигали[83]